# Émilie Le Pennec
Émilie Le Pennec (* 31. Dezember 1987 in La Garenne-Colombes) ist eine ehemalige französische Turnerin.

## Erfolge
Émilie Le Pennec nahm an den Olympischen Spielen 2004 in Athen teil. Am Schwebebalken verpasste sie als 44. der Qualifikation ebenso das Finale wie beim Sprung als 23. und am Boden mit Rang 17. Den Einzelmehrkampf beendete sie auf dem 14. Platz und belegte mit der französischen Mannschaft im Mannschaftsmehrkampf den sechsten Rang. Ihr größter Erfolg gelang ihr schließlich am Stufenbarren. Als Vierte der Qualifikation zog sie ins Finale ein und gewann dieses mit dem Bestwert von 9,687 Punkten. Damit erhielt sie als Olympiasiegerin vor den beiden US-Amerikanerinnen Terin Humphrey und Courtney Kupets die Goldmedaille.
Auch bei den Europameisterschaften 2005 in Debrecen gewann Le Pennec die Konkurrenz am Stufenbarren und sicherte sich außerdem Bronze am Boden. Im selben Jahr gehörte sie zur französischen Delegation bei den Mittelmeerspielen in Almería, bei denen sie Silbermedaillen im Mannschaftsmehrkampf und am Stufenbarren gewann sowie eine Bronzemedaille am Boden.
Nach dem Olympiasieg wurde sie im September 2004 zum Ritter der Ehrenlegion ernannt.